# Julian Marley
Julian Ricardo Marley (n. 4 iunie 1975, Londra) este un muzician de Roots reggae britanic jamaican  și solistul trupei sale The Uprising Band. Este fiul artistului reggae Bob Marley, mama sa fiind Lucy Pounder. Este un membru al mișcării Rastafari.

## Biografie
Julian a copilărit în Anglia și Jamaica. Implicat în muzică de la o vârstă fragedă, a învățat să cânte la clape, tobe, chitară bas, chitară și alte instrumente. Împreună cu frații săi, Ziggy și Stephen Marley, a devenit implicat în Ghetto Youth International, o companie de producție, în 1989. A lansat un album solo, Lion in the Morning, în 1996, îmbarcându-se într-un turneu mondial. El și fratele său, Damian Marley, au concertat în cadrul Festivalului Lollapalooza, în 1997. Al doilea lui album, A Time And Place, a fost lansat în 2003. În 2008, Guvernul Jamaican i-a invitat pe Julian și pe trupa Uprising să reprezinte Jamaica la Olimpiada din Beijing. Al treilea lui album, Awake, a fost lansat în 2009, fiind nominalizat la Premiile Grammy pentru cel mai bun album Reggae. În 2011 a participat la Festivalul Mawazine din Rabat, Maroc. În ianuarie 2013 a concertat în Dhaka, Bangladesh, iar în august 2013 a concertat la Fêtes de Genève în Geneva, Elveția.

## Copilăria și tinerețea
Julian este singurul fiu al lui Bob Marley născut în Marea Britanie. A fost crescut de mama sa, Lucy Pounder, în Anglia, făcând numeroase vizite în Jamaica pentru a-și vizita frații. Crescând, a fost înconjurat de o atmosferă muzicală, care l-a ajutat să dezvolte și să adopte stilul de viață muzical. În tinerețe a învățat de unul singur să cânte la chitară bas, tobe, chitară și claviatură. La vârsta de 5 ani, Julian a înregistrat primul lui cântec, în casa familiei Marley din Kingston, Jamaica.

## Discografie
- Uprising (1989)
- Lion in the Morning (1996)
- A Time and Place (2003)
- Awake (2009)